# Zootrophion argus
Zootrophion argus là một loài thực vật có hoa trong họ Lan. Loài này được (Kraenzl.) Luer mô tả khoa học đầu tiên năm 2004.